# Ceres (mitología)

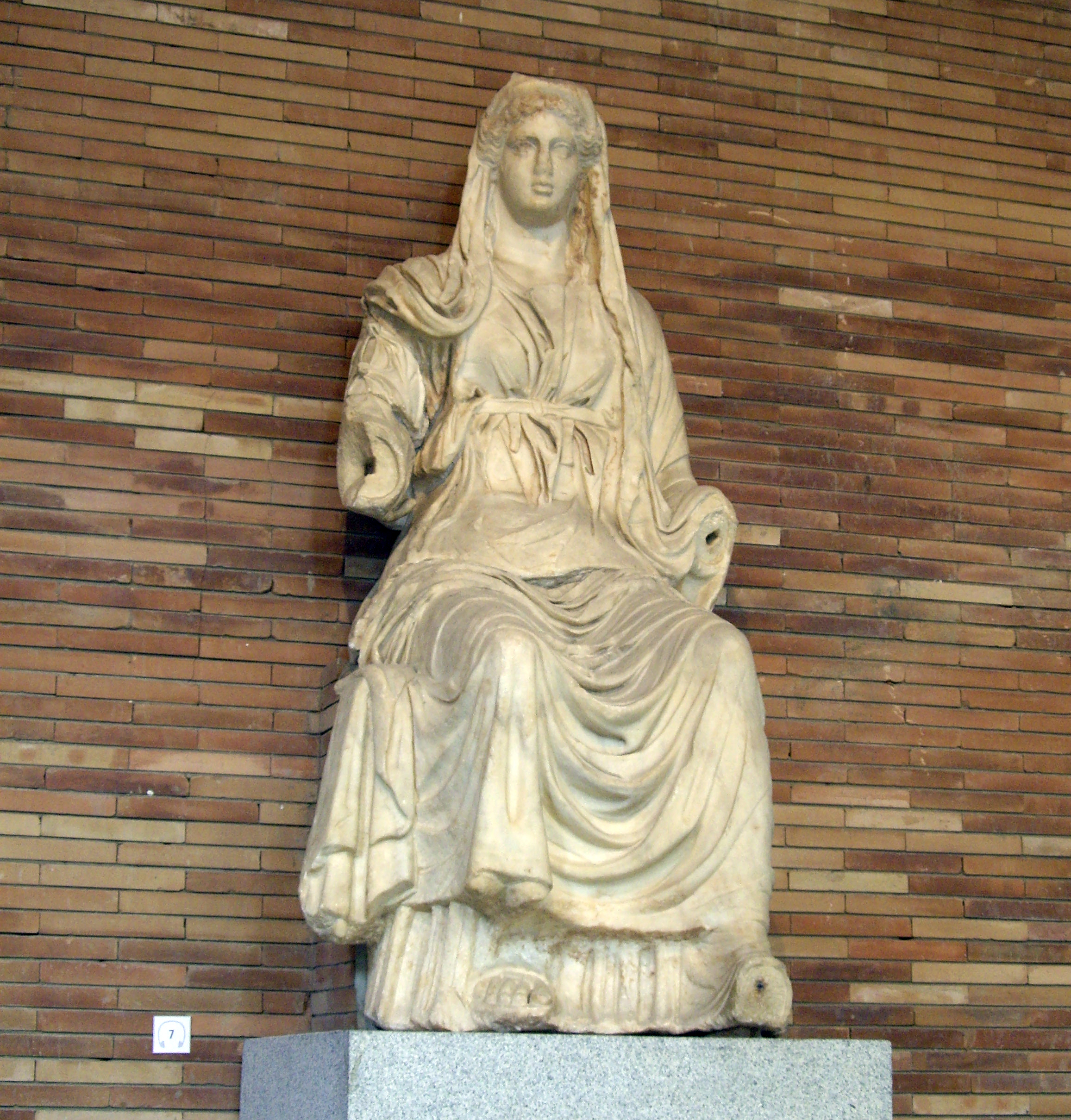
Diosa Ceres sedente. d. C., Museo Nacional de Arte Romano de Mérida (España).

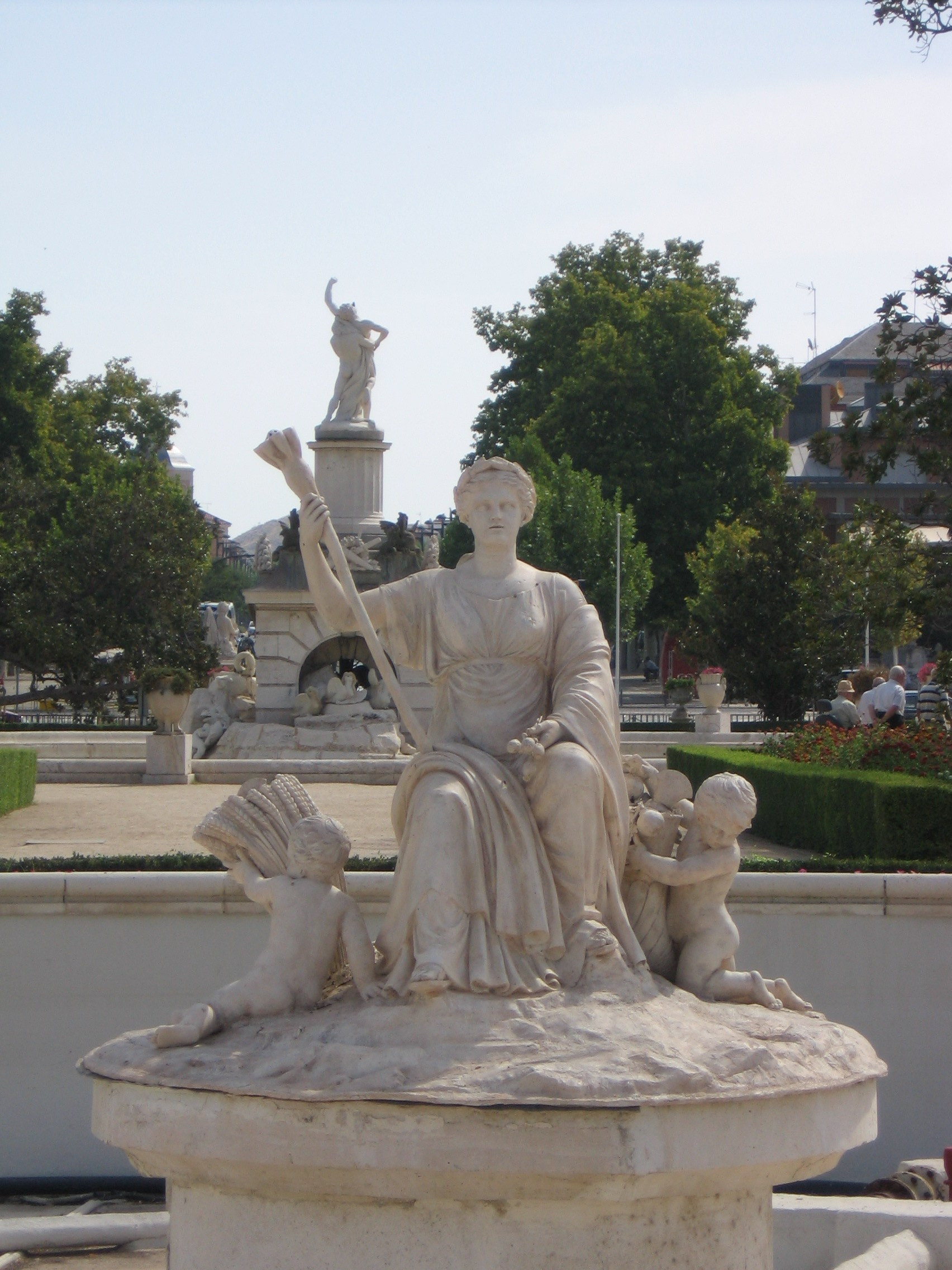
Fuente de Ceres en el Jardín del Parterre de Aranjuez.

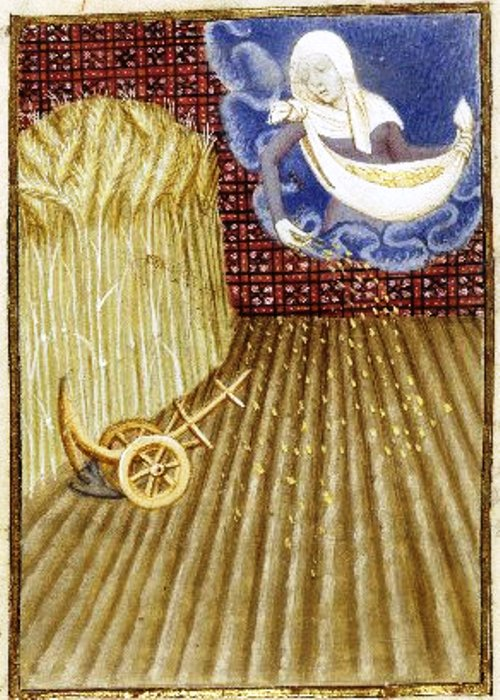
Ceres en una representación medieval

En la mitología romana, Ceres (en latín: Cĕres; en italiano: Cerere; en griego: Κέρες; de la raíz protoindoeuropea ker, «crecer, crear») 
era la diosa de la agricultura, las mieses, la tierra y especialmente relacionada con los alimentos.  Su equivalente en la mitología griega era Deméter. De ella reciben su nombre los cereales. Es una de los dioses Consentes   y uno de los dioses elegidos (di selecti) de Varrón.  En Roma su culto estaba presidido por el flamen Cerealis.  Forma parte de la Tríada aventina.

## Mito

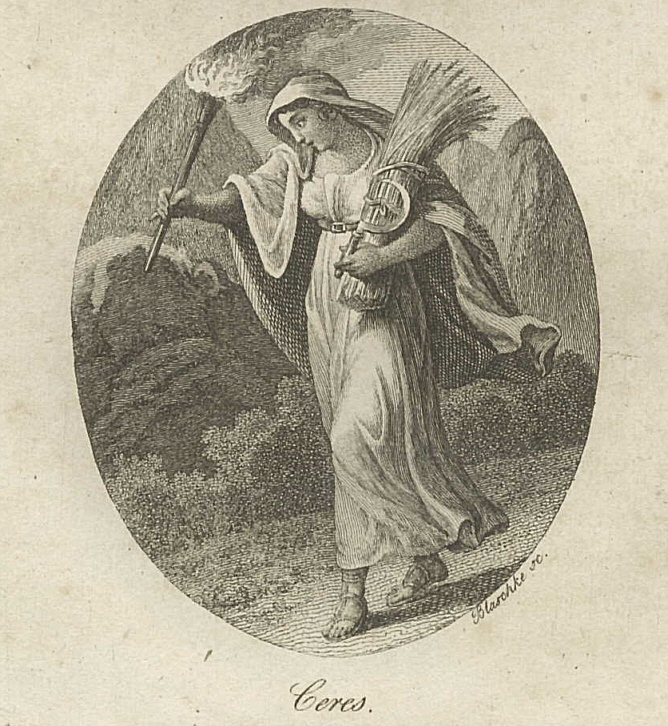
Ceres en busca de su hija Proserpina. Grabado de Johann Blaschke, 1786.

Ceres era hija de Saturno y Ops, y hermana de Juno, Vesta, Neptuno, Plutón y Júpiter.  O hija de Vesta y Cielo.  Fue la primera en descubir el trigo en Sicilia. Plinio comenta que Ceres descubrió «el trigo, ya que antes se alimentaban de bellotas, y también el molerlo y el trabajarlo, en el Ática y, según otros, en Sicilia, por eso fue considerada diosa».  Algunos creen que la constelación de Virgo representa a Ceres con una espiga.  Los hijos de Ceres fueron Líber y Líbera.  La Tierra, es decir, Ceres, se enfureció por el desprecio de Saturno hacia ella y Tántalo, y más tarde contra Júpiter, pero también por expulsar a todos los dioses en su venganza.
En el antiguo sacrum cereale, un sacerdote invocaba a Ceres junto con doce dioses asistentes menores especializados para asegurarse la ayuda y protección divinas en cada etapa del ciclo del grano, comenzando poco antes de la Feriae Sementivae. Estos eran, a saber: Vervactor (‘el que ara’), Reparātor (‘el que prepara la tierra’), Imporcǐtor (‘el que ara con surco ancho’), Insitor (‘el que planta semillas’), Obarātor (‘el que traza la primera arada’), Occātor (‘el que trabaja la tierra’), Serritor (‘el que excava’), Subruncinator (‘el que escarda’), Mĕssor (‘el que lo cosecha’), Convector (‘el que transporta lo cosechado’), Conditor (‘el que lo almacena’) y Promitor (‘el que lo distribuye’).
Plutón pidió a Júpiter que le diera en matrimonio a Prosérpina, hija de Ceres y Júpiter. Plutón se presentó en una cuadriga y la raptó. Después Ceres consiguió de Júpiter que la mitad del año la pasara con ella y la otra mitad con Plutón.  A las Sirenas, hijas de Aqueloo, por no haber prestado auxilio a Prosérpina, fueron transformadas en aves por voluntad de Ceres.  Incluso Ceres, con el permiso de las Parcas, fue al inframundo en busca de su hija.
Se dice que Ceres amó a Yasión, hijo de Corito,  y que incluso se lamentó cuando este se comenzó a cubrir de canas.  Júpiter, indignado porque Yasión se había atrevido a acostarse con su hermana, lo fulminó con un rayo. Hijos de Ceres y Yasión fueron Filomelo y Pluto.
Ceres enseñó a su pupilo Triptólemo a domar los bueyes, y a sembrar las semillas. Habiéndolas sembrado este, una cerda desenterró lo que había sembrado. Tomó la cerda y la llevó al altar de Ceres y, depositados unos granos de trigo sobre su cabeza, la inmoló a la misma Ceres. Así se descubrió por primera vez la forma de poner harina salada sobre las víctimas. Linco acogió en hospedaje a Triptólemo, enviado por Ceres. Pero como intentó matarlo Ceres, airada, lo metamorfoseó en lince.
Cuando Pélope fue troceado por Tántalo y servido en un banquete de dioses, Ceres se comió uno de sus brazos. Habiéndosele ensamblado los demás miembros tal como habían estado, Ceres ajustó en el lugar del hombro mortal, uno de marfil.  Ceres castigó a Tríopas, rey de Tesalia. Este, al tratar de techar su propia casa, derribó el templo de Ceres, construido por los hombres de antaño. La diosa lo maldijo con un hambre perpetua.
Era también la patrona de Enna (Sicilia). Según la leyenda, rogó a Júpiter que Sicilia fuese ubicada en los cielos. El resultado, debido a que la isla tiene forma triangular, fue la constelación Triangulum, uno de cuyos nombre antiguos fue «Sicilia».

## Culto
Los habitantes de Sicilia, vecinos del volcán Etna, conmemoraban anualmente la salida de Ceres a sus largos viajes corriendo por la noche con antorchas encendidas y dando grandes gritos. 
En Grecia eran numerosas las Demetrias, fiestas de Deméter, la diosa equivalente a Ceres. Los más curiosos eran indudablemente aquellos en los que los seguidores de la diosa se fustigaban unos a otros con látigos hechos de corteza de árboles. Atenas tenía dos fiestas solemnes en  honor de Démeter: una llamada Eleusinia y otra, Tesmoforia. Se decía que fueron instituidas por Triptólemo. Se sacrificaban cerdos, debido a los daños que causaban a los frutos de la tierra, y se hacían libaciones de vino dulce.
Los romanos adoptaron a Ceres en 496 a. C. durante una devastadora hambruna, cuando los Libros Sibilinos aconsejaron la adopción de su equivalente griega Deméter, junto con Perséfone y Yaco (mediador entre las diosas eleusinas y Dioniso). Ceres era personificada y honrada por las mujeres con rituales secretos en las fiestas de Ambarvalia, celebradas en mayo con procesiones en las que las romanas vestían el blanco propio de los hombres, quienes eran simples espectadores. Se creía que estas fiestas, para agradar a la diosa, no debían ser celebradas por gente de luto, razón por la que no se celebraron el año de la batalla de Cannas.
Se erigió un templo a Ceres en el monte Aventino de Roma. Su principal festividad era la Cerealias o Ludi Ceriales (‘juegos de Ceres’), instituidos el siglo III a. C. y celebrados anualmente del 12 al 19 de abril. El culto a Ceres pasó a estar especialmente relacionado con las clases plebeyas, que dominaban el comercio de grano. Se sabe poco de los rituales de este culto, siendo una de las pocas costumbres que fueron registradas la peculiar práctica de atar ascuas ardiendo a las colas de zorros que entonces se soltaban en el Circo Máximo.
Además del cerdo, la cerda o la jabalina, Ceres admitía también el carnero como sacrificio. En sus festividades, las guirnaldas usadas eran de mirto o narciso, pero las flores estaban prohibidas, porque fue recogiendo flores como Proserpina fue raptada por Plutón. Únicamente le estaba consagrada la amapola, no solo porque crece entre el trigo sino también porque Júpiter se la hizo comer para provocarle sueño y así alguna tregua a su dolor.
En Creta, Sicilia, Lacedemonia y varias otras ciudades del Peloponeso se celebraban periódicamente los misterios eleusinos o misterios de Ceres, celebrados en la ciudad de Eleusis. De aquí pasaron en Roma, donde subsistieron hasta el reinado de Teodosio. Estos misterios se dividían en grandes y pequeños. Los pequeños eran una preparación a los grandes que se celebraban cerca de Atenas, en la ribera del Iliso. Conferían una especie de noviciado. Tras un determinado plazo de tiempo más o menos largo, se iniciaba al principiante a los grandes misterios, en el templo de Eleusis. Las fiestas de Eleusis duraban nueve días, cada año, en el mes de septiembre, días en los que se cerraban los tribunales. Los atenienses hacían iniciar a sus hijos en los misterios eleusinos desde la cuna. Estaba prohibido, incluso a las mujeres, hacerse conducir al templo en coche o en carro. Los iniciados se consideraban bajo la tutela y la protección de Ceres, por lo que se esperaba de ellos una felicidad sin límites.

## Representaciones
Ceres se representa habitualmente con el aspecto de una mujer hermosa, de estatura majestuosa y de tez coloreada, con la mirada lánguida y el cabello rubio cayendo en desorden sobre sus hombros.
Además de una corona de espigas de trigo, lleva una diadema muy alta. A veces está coronada con una guirnalda de espigas o amapolas, símbolo de la fecundidad. Tiene unos pechos grandes y porta un haz de espigas en la mano derecha y una antorcha encendida en la izquierda. Su túnica le llega hasta los pies, y a menudo lleva un velo echado hacia atrás. A veces le dan un cetro o una hoz: dos pequeños niños, pegados a su seno y llevando cada uno un cuerno de la abundancia, señalan suficientemente a la nodriza del género humano. Lleva un paño de color amarillo, el color del trigo maduro.

### La Ceres negra
En Arcadia, los figalios elaboraron una estatua de madera cuya cabeza era la de una yegua con dragones a modo de crines, a la que se llamaba la Ceres negra. Dado que esta estatua se quemó por accidente, los figalios descuidaron el culto de Ceres y por ello fueron castigados con una terrible sequía que no cesó hasta que, por consejo de un oráculo, se repuso la estatua.